# Pomnik młodego Ludwika Zamenhofa

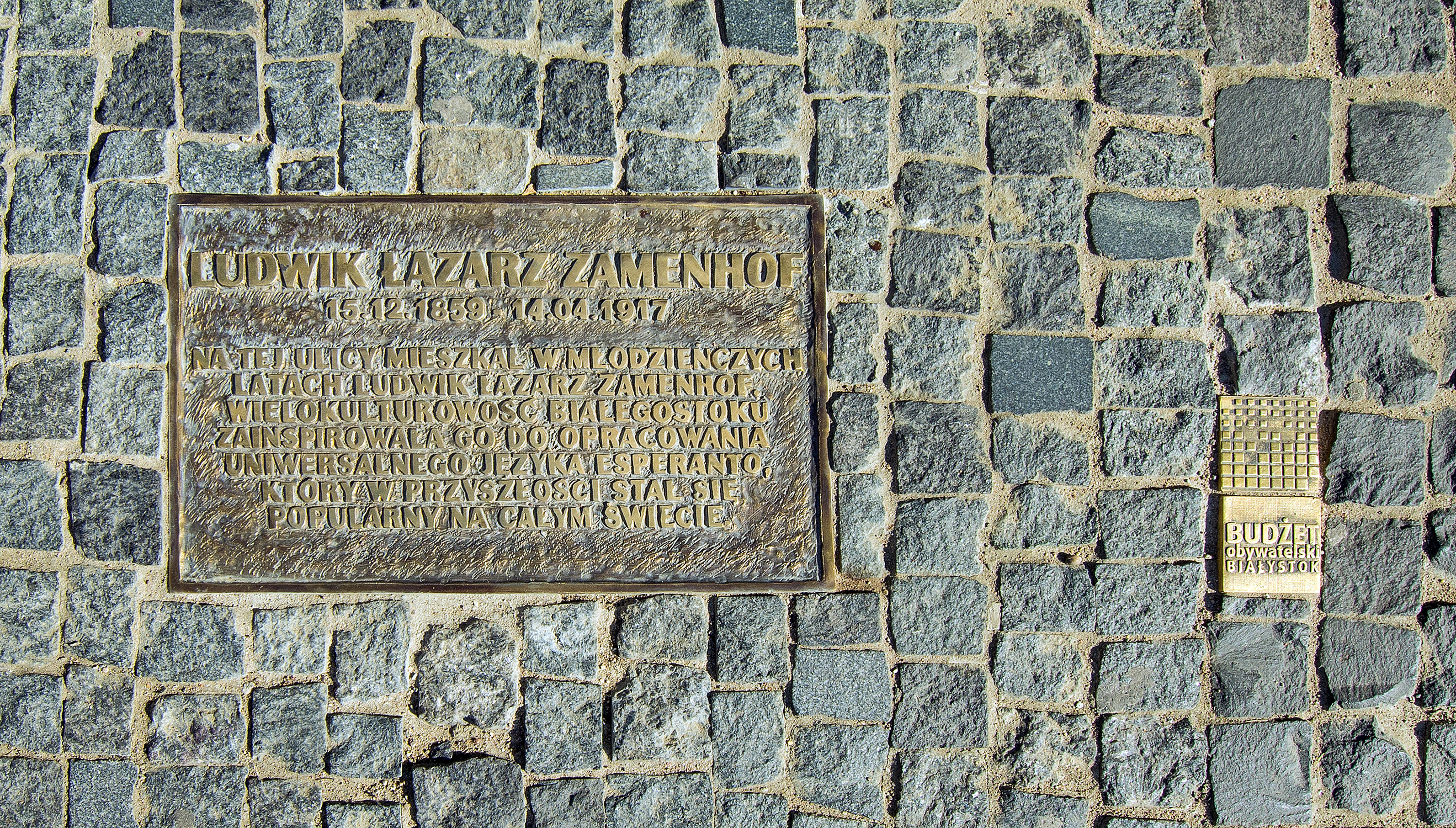
Tablica

Pomnik upamiętniający młodego Ludwika Zamenhofa – pomnik w Białymstoku umiejscowiony przy ulicy Ludwika Zamenhofa. Przedstawia młodego Ludwika Zamenhofa, urodzonego w Białymstoku twórcę języka esperanto, z okresu, w którym mieszkał w mieście. Jeden z dwóch pomników lekarza lingwisty, znajdujących się w tym mieście.
W 2017 roku w ramach Budżetu Obywatelskiego wybrano do realizacji projekt budowy pomnika. 17 sierpnia 2017 r. prezydent Białegostoku ogłosił konkurs na opracowanie koncepcji projektowej pomnika na terenie ul. Zamenhofa w sąsiedztwie Rynku Kościuszki. 29 listopada sąd konkursowy przyznał I nagrodę koncepcji Ryszarda Piotrowskiego i Katarzyny Piotrowskiej. 
Rzeźba przedstawia kilkunastoletniego Ludwika Zamenhofa z okresu, w którym mieszkał w Białymstoku (przed wyjazdem rodziny do Warszawy). O swoim mieście pisał: 

To miejsce moich narodzin i moich lat dziecięcych nadało kierunek wszystkim moim przyszłym usiłowaniom. W Białymstoku ludność składa się z czterech różnych elementów: Rosjan, Polaków, Niemców i Żydów; wszystkie z tych elementów mówią w innym języku i nieprzyjaźnie odnoszą się do pozostałych. W takim mieście bardziej niż gdziekolwiek wrażliwa natura odczuwa ciężkie nieszczęście wielojęzyczności i przekonuje się na każdym kroku, iż rozmaitość języków jest jedyną, albo przynajmniej główną przyczyną, która rozrywa rodzinę ludzką i dzieli ją na wrogie części.

Wokół postaci porozrzucane są litery trzech alfabetów (łacińskiego, hebrajskiego i cyrylicy) z języków używanych w XIX w. w Białymstoku, będących inspiracją dla późniejszego inicjatora języka międzynarodowego. Autorzy pomnika tak opisali założenia projektowe: 

Ulice Białegostoku były miejscem mieszania się kultur polskiej, żydowskiej i rosyjskiej. Taka różnorodność była wartością miasta, ale też sprawiała trudności w komunikowaniu się między ludźmi. Ten problem stał się zaczynem do poszukiwań, przez młodego Ludwika, języka uniwersalnego, którym każdy mógłby się porozumieć bez problemu a żaden język nie byłby faworyzowany. Rzeźba ukazuje młodego chłopaka, którego refleksja nad dźwiękami ulicy zatrzymała podczas codziennej drogi. Skupia on uwagę na literach, które są symbolem wielokulturowego środowiska, w którym się wychował.

Wykonany przez Ryszarda Piotrowskiego mosiężny posąg został odsłonięty 14 kwietnia 2019 r. przez prezydenta Białegostoku Tadeusza Truskolaskiego w 102. rocznicę śmierci Zamenhofa.
W weekendową noc z 10 na 11 sierpnia 2024 r. nieznany sprawca wyrwał i przewrócił pomnik na ziemię, co zastępca prezydenta miasta Rafał Rudnicki nazwał wyjątkowym aktem wandalizmu. Trzy dni później pomnik ponownie zamontowano. 